# Fernand Raoul-Duval
Pour les autres membres de la famille, voir Famille Raoul-Duval.
Fernand Raoul-Duval (24 octobre 1833, Péronne - 2 février 1892, Paris) est un industriel français. 

## Biographie
Fils  de Raoul Duval et petit-fils de Jean-Baptiste Say, frère d'Edgar Raoul-Duval, il suit de brillantes études successivement à Dijon, à Nantes, à Amiens et au collège Sainte-Barbe à Paris, avant d'entrer l'École polytechnique en 1852. Il est diplômé de l'École des mines comme ingénieur des mines en 1854. Il réalise un voyage en Angleterre afin de visiter les plus importantes mines et centres industriels du pays.
Il devient ingénieur de la Société des pyrites cuivreuses de Tharsis, sous-directeur des mines à Huelva (Espagne) en 1857 et directeur des houillères de Rulhe (Aveyron) en 1858. Il est l'un des fondateurs de la Société nouvelle des houillères et fonderies de l'Aveyron, dont il devient l'un des vice-président en 1875.
Propriétaire du château de Marolles, à Genillé (Indre-et-Loire), commune dont il est conseiller municipal, il y constitue un domaine de 1 400 ha qu’il décide de mettre en culture par des méthodes modernes. L'exploitation démarre en 1877, à la suite d’une inauguration fastueuse de la ferme, en présence du président de la République Patrice de Mac Mahon. Sur l’exploitation, une grande partie des terres est consacrée à la culture de la vigne, mais la crise du phylloxéra, arrivé en 1883, oblige à reconvertir la production vers la céréaliculture et l’élevage. L'exploitation sera poursuivie jusqu'en 1951. Ses travaux le conduisent à être vice-président du comice agricole de Loches et président de la section de génie rural de la Société nationale d'agriculture.
En 1881, il est nommé, jusqu'en juillet 1887, président de la Société minière du Tarn, société de recherche minière du prolongement sud du gisement du bassin houiller de Carmaux. La Société Minière du Tarn, deviendra la Société des Mines d'Albi en 1890 lorsque les sondages prouveront l'existence de puissantes couches de houille à Camp-Grand, commune de Saint-Sernin-les-Mailhoc devenue Cagnac-les-Mines.
Administrateur de la Compagnie napoléonienne du gaz, il devient président de la Compagnie parisienne de gaz à partir de 1887. 
Il devient régent de la Banque de France (siège II) en 1888.
Il est membre du Conseil supérieur du commerce, de l'agriculture et de l'industrie.
Il épouse Henriette Dassier, fille d'Auguste Dassier, fondateur de la banque Dassier à Paris et président de la Compagnie des chemins de fer de Paris à Lyon et à la Méditerranée, nièce de Pierre-Antoine Labouchère, belle-sœur de Nathaniel Johnston et de George de Monbrison.
Parmi la nombreuse descendance de Fernand, deux de ses fils sont morts pour la France, dont René Raoul-Duval (époux de Georgie Raoul-Duval (1866-1913). Il est également le père de Maurice Raoul-Duval et le beau-père d'André Fauquet-Lemaître (en).
Il meurt le 2 février 1892 à Paris et est inhumé au cimetière du Père-Lachaise (93e division).